# ŁaŁaŁaŁa
ŁaŁaŁaŁa – debiutancki album białoruskiego rockowego zespołu N.R.M. (złożonego z członków ostatniego składu zespołu Mroja), wydany w 1995 roku. Kaseta została nagrana w prywatnym studiu lidera grupy Ulis, Wiaczasłaua Korania, mieszczącym się na ostatnim piętrze hotelu Ahat w Mińsku i wydana przez firmę Kowczeg. W 2007 roku album został ponownie wydany na CD nakładem West Records.

## Lista utworów
| Nr  | Tytuł utworu                         | Autor tekstu         | Długość |
| --- | ------------------------------------ | -------------------- | ------- |
| 1.  | „Biełyja lebiedzi”                   | Aleh Dziemidowicz    | 4:34    |
| 2.  | „Nacyja”                             | Lawon Wolski         | 4:53    |
| 3.  | „Daroha”                             | Aleh Dziemidowicz    | 4:26    |
| 4.  | „Mituśnia”                           | Aleh Dziemidowicz    | 5:14    |
| 5.  | „Nie chadzicie ŭ ciomny les (Zombi)” | Aleh Dziemidowicz    | 5:13    |
| 6.  | „Baćka”                              | Lawon Wolski         | 5:25    |
| 7.  | „Traktar”                            | Lawon Wolski         | 4:19    |
| 8.  | „Dzie toje słova?”                   | Lawon Wolski         | 3:56    |
| 9.  | „Dajcie!”                            | Lawon Wolski         | 5:16    |
| 10. | „Byvaj!”                             | Lawon Wolski         | 4:07    |
| 11. | „Łałałała”                           | Michał Aniempadystau | 3:37    |
| 12. | „Chali-hali” (cover Mroi)            | Aleh Dziemidowicz    | 3:10    |
|     |                                      |                      | 54:10   |

## Twórcy
- Lawon Wolski – wokal, gitara, harmonijka ustna
- Pit Paułau – gitara, wokal wspierający
- Juraś Laukou – gitara basowa
- Aleh Dziemidowicz – perkusja
- Wiaczasłau Korań – realizacja nagrań